# Wochenend im Paradies (film 1931)
Wochenend im Paradies è un film del 1931 diretto da Robert Land.

## Produzione
Il film fu prodotto dalla Deutsche Lichtspiel-Syndikat (DLS).

## Distribuzione
In Germania, uscì nelle sale il 13 ottobre 1931, mentre in Ungheria, con il titolo Egy nap a paradicsomban, fu distribuito il 19 agosto 1932.
La Capitol Film Exchange presentò il film negli Stati Uniti a New York il 21 ottobre 1932 in una versione in tedesco di 75 minuti con il titolo informale Weekend in Paradise.